# Kouřim
Kouřim műemlékekben gazdag település Csehországban, Kolíni járásban. Kouřim Oleška, Ždánice, Svojšice, Třebovle, Toušice, Klášterní Skalice és Vitice településekkel határos. Lakosainak száma 1978 fő (2024. január 1.).

## Nevének eredete
Neve csehül annyit tesz: "dohányzom".

## Története
A középkorban még Prága vetélytársa volt, ám jelentőségét a harmincéves háború után elveszítette.

## Nevezetességei
Szent István-templom (gótikus, harangtornya reneszánsz stílusú)  

## Népesség
A település lakosságának változását az alábbi diagram mutatja:
| Lakosok száma | 2780 | 3333 | 2875 | 2400 | 1839 | 1769 | 1882 | 1885 | 1919 | 1978 |
|               | 1869 | 1890 | 1921 | 1950 | 1980 | 2001 | 2017 | 2019 | 2022 | 2024 |

## Ismert emberek
- Itt született 1849. október 24-én František Vejdovský zoológus